# Paolo Gregori
Paolo Gregori (* 24. September 1970 in São Paulo) ist ein brasilianischer Regisseur und Drehbuchautor.

## Leben
Nach dem Studium der Ingenieurwissenschaft an der FEI-Universität von Sao Bernardo und der Filmwissenschaft an der FAAP-Filmschule nahm Paolo Gregori 1995 am Kunst und Medien Wissenschaft Programm der Universität Konstanz teil. Zwischen 1987 und 1990 arbeitete er als Assistent des Regisseurs Alfredo Sternheim und des Produzenten Branko Lustig an verschiedenen Spielfilmprojekten. Von 1988 bis 1991 war er als Assistant editor an der Produktion von mehr als 20 Spielfilmen beteiligt sowie als Filmkritiker bei der brasilianischen Tageszeitung Folha da Tarde.
Seit 1992 arbeitete er an eigenen Filmprojekten, zunächst im Kurz- und Dokumentarfilmbereich. 1996 war er Gast beim Cinelationo in Tübingen. Sein letzter Kurzspielfilm "Tropiabbas" (2005) lief u. a. auf den Festivals von Valencia, Hamburg, Festroia, Toronto, Montevideo und Izmir.
Gregoris erster Fernsehspielfilm ist Corpo Presente/Presence of the Body (2010). Der Episodenfilm handelt vom exzentrischen Leben der Mittelschicht in der Großstadt São Paulo und wie die Protagonisten ihr Leben als Tänzer, Jockeys, Ravers und Tätowierer mit dem sogenannten normalen Alltag (Arbeit usw.) abwechseln können. Ein Aufenthalt von Gregori in Berlin dient, zusammen mit Ansgar Ahlers, der Ausarbeitung des Drehbuchs zu einem neuen Spielfilm, in dem es um die Hoffnung von Jugendlichen im heutigen Brasilien gehen soll. Im Mittelpunkt der Handlung steht ein Musiklehrer, der aus Deutschland in eine brasilianische Kleinstadt im Nordosten des Landes einwandert und dort Musik für Kinder lehren will. Darüber hinaus plant Paolo Gregori über seine Eindrücke in Deutschland ein Video-Tagebuch zu führen, das anschließend zu einer Video-Performance-Installation (The Lenin Park Projekt) ausgearbeitet und in Brasilien präsentiert werden soll.
Die Langspielfilmfassung des "Corpo Presente" wurde am Festival des Cinemas Differents et Experimentaux de Paris, im Wettbewerb, im Dezember 2012, vorgeführt. "Invasores" (zusammen mit Marcelo Toledo) und "Em Busca do Ouro" (Die suche nach Gold) sind seine letzte Filmprojekte.

## Auszeichnungen
- Sein Kurzfilm The Dreamers (1996) wurde mit dem Glauber Rocha Award des Figueira da Foz International Film Festival, Portugal, ausgezeichnet.
- Er erhielt zahlreiche Förderungen und Stipendien, u. a. von São Paulo Ministry of Culture (Brasilien), DAAD (Deutschland), CAPES (Brasilien), Matica Iseljenika Hrvatske (Kroatien), Produire au Sud (Frankreich) und Programa Ibermedia (Spanien).
- Er ist Co-Autor und Co-Regisseur zusammen mit Marcelo Toledo des Films "The Beauty and the Birds" (Original: A Bela e os Pássaros, 2001), der als bester Kurzfilm bei den Figueira da Foz Festival 2002 ausgezeichnet wurde.[3]

## Filmografie
- 1993 Behind Bars / Atrás das Grades (Kurzspielfilm, 35 mm, Brasilien, 10 min)
- 1994 Whatever Happened to the Sauna Girl / Que fim levou amcinha da sauna mista? (Kurzspielfilm, 16 mm, Brasilien, 11 min.)
- 1995 Mariga (Kurzspielfilm, Brasilien, 35 mm, 5 min.)
- 1996 The Dreamers / O feijao e o sonho (Kurzspielfilm, Brasilien 35 mm, 10 min.)
- 2001 The Beauty and the Birds / A bela e os pássaros (35 mm, Kurzspielfilm, Brasilien, 8 min.)
- 2005 Tropiabbas (Kurzspielfilm, Brasilien, 35 mm, 15 min.)
- 2007 Eisenstein's Baby / O Bebe de Eisenstein (Kurzspielfilm, Brasilien, HD, 15 min.)
- 2009 JLG/PG (Kurzspielfilm, Kroatien/Brasilien, 16 mm, 8 min.)[4]
- 2010 Corpo Presente: Alberto, Cynthia (TV Spielfilm, Brasilien, HD, 52 min.)
- 2012 Corpo Presente (Langspielfilm, Brasilien, HD, 75 min.)[5]
- 2013 Invasores (Co-regie, TV Spielfilm, Brasilien, HD, 52 min.)[6]